# تونی شالهوب
آنتونی مارکوس شالهوب (به انگلیسی: Anthony Marcus Shalhoub) بازیگر سینما و تلویزیون آمریکایی لبنانی‌تبار در ۹ اکتبر ۱۹۵۳ در گرین‌بی، ویسکانسین آمریکا زاده شد.

## زندگی شخصی
شالهوب با بروک آدامز ستاره آمریکایی سینما ازدواج کرده‌است. خانواده شالهوب از لبنانی‌های ساکن گرین بای در باختر آمریکا هستند. پدرش از لبنان به آمریکا مهاجرت کرده و با مادرش که او نیز از نسل دوم لبنانی تبارهای ساکن گرین بای است، پیوند زناشویی بسته و برای گذران زندگی خانواده‌اش یک سوپر مارکت در مرکز این شهر دایر کرده‌است.

## زندگی هنری
شالهوب در مجموعه تلویزیونی مانک در نقش کارآگاه زیرکی بازی می‌کند که دچار اختلالات وسواس فکری-رفتاری بسیاری است. برای بازی در این مجموعه شالهوب جایزه امی ۲۰۰۳ و ۲۰۰۵ و همچنین گلدن گلوب ۲۰۰۳ را از آن خود می‌کند.
در سال‌های ۲۰۰۴ و ۲۰۰۵ نیز دو بار Screen Actors Guild را می‌رباید.

## فیلم‌شناسی
| سال       | نام فیلم                    | کارگردان          |
| --------- | --------------------------- | ----------------- |
| ۱۹۶۸      | سوختگی                      | مایک نیکولز       |
| ۱۹۹۰      | یار دیرین                   | نورمن رنه         |
| ۱۹۹۰      | تغییر سریع                  |                   |
| ۱۹۹۱      | مجموعه تلویزیونی بالها      |                   |
| ۱۹۹۲      | ماه عسل در وگاس             | اندرو برگمن       |
| ۱۹۹۳      | در جستجوی بابی فیشر         | استیون زیلییان    |
| ۱۹۹۶      | سر میز ناهارخوری            |                   |
| ۱۹۹۷      | شب بزرگ                     | کمپبل اسکات       |
| ۱۹۹۸      | مجموعه تلویزیونی الی مک بیل |                   |
| ۱۹۹۸      | فعالیت مدنی                 | استیون زایلیان    |
| ۱۹۹۸      | فریبکار                     |                   |
| ۱۹۹۸      | رنگ‌های بنیادین              | مایک نیکولز       |
| ۱۹۹۹      | کهکشان باختری               | دین پاریسوت       |
| ۲۰۰۱      | بچه‌های جاسوس                | رابرت رودریگز     |
| ۲۰۰۲–۲۰۱۰ | مجموعه تلویزیونی مانک       |                   |
| ۲۰۰۲      | سیزده روح                   | استیو بک          |
| ۲۰۰۳      | بچه‌های جاسوس ۲              | رابرت رودریگز     |
| ۲۰۰۴      | بچه‌های جاسوس ۳              | رابرت رودریگز     |
| ۲۰۰۴      | در برابر طناب               |                   |
| ۲۰۰۶      | ماجراهای بیتل بوین          |                   |
| ۲۰۰۷      | اتاق ۱۴۰۸                   | میکایل هاف استروم |
| ۲۰۱۱      | پنج                         | میچ تیلور         |
| ۲۰۱۳      | ما مرد هستیم                | فرانک روسو        |
| ۲۰۱۳      | رنج و گنج                   |                   |
| ۲۰۱۷      | خانم میزل شگفت‌انگیز         | ایب وایسمن        |
| ۲۰۱۷      | پرتره نهایی                 |                   |
| ۲۰۲۵      | عالی جدید و شگفت‌انگیز       |                   |